# تشکیلات سراسری کارگران نروژ
تشکیلات سراسری کارگران نروژ (نروژی: Landsorganisasjonen) به معنی: سازمان سراسری؛ و تحت حروف اختصاری: (LO)، بزرگترین اتحادیهٔ کارگران و کارکنان در نروژ است. تشکیلات سراسری کارگران نروژ، یک کنفدراسیون است. به این معنی که از اتفاق و همکاری چند اتحادیه صنفی کارگران تشکیل شده‌است. هر فردی از اعضاء تشکیلات سراسری، در یک اتحادیه صنفی کارگران عضویت داشته و به این ترتیب تحت پوشش تشکیلات سراسری کارگران نروژ، قرار می‌گیرد.
تشکیلات سراسری، در اول آوریل سال ۱۸۹۹م، به دنبال درخواست کنگره کارگران اسکاندیناوی، در استکهلم، در نروژ بنیانگذاری شد و در سال ۲۰۲۲م، دارای ۹۷۰ هزار عضو بود. هدف این تشکیلات، هماهنگ‌کردن فعالیت اتحادیه‌های کارگران و کارکنان در سراسر نروژ، به منظور ارتقای منافع حرفه ای، اقتصادی، اجتماعی و فرهنگی کارگران و کارکنان است. یکی دیگر از اهداف این تشکیلات، ایجاد ارتباط و انتشار اطلاعات در سطح بین‌المللی است. تشکیلات سراسری کارگران نروژ، از جمله عضو سازمان بین‌المللی کار، است.

## ساختار و فعالیت تشکیلات
تشکیلات سراسری کارگران نروژ، شامل ۲۶ اتحادیهٔ صنفی کارگران و بیش از ۹۷۰٫۰۰۰ (نهصد و هفتاد هزار) عضو، در ماه مارس سال ۲۰۲۲م، است. نسبت تعداد اعضاء در میان زنان و مردان، تقریباً مساوی است. بزرگترین اتحادیه، که همچنین بزرگترین اتحادیه در نروژ، مستقل از سازمان اصلی است، اتحادیه حرفه ای کارگران است که در سال ۲۰۲۲م، تقریباً ۳۹۵٫۰۰۰ عضو دارد.
در سال ۱۹۹۶م، چهار کارتل، برای ایجاد هماهنگی بین منافع خاص اتحادیه‌های عضو در حوزه‌ها ی حرفه ای مختلف، تشکیل شد:
- تشکیلات سراسری کارگران صنایع نروژ
- تشکیلات سراسری کارگران خدمات نروژ
- تشکیلات سراسری کارگران شهرداریهای نروژ
- تشکیلات سراسری کارگران و کارکنان دولت

تشکیلات سراسری کارگران و کارکنان دولت، قبلاً کارتل کارمندان دولت نامیده می‌شد. دو مورد اول در سال ۲۰۰۴م، برچیده؛ و وظایف آنها مستقیماً به تشکیلات سراسری کارگران نروژ، منتقل شد. اما تشکیلات سراسری کارگران شهرداریهای نروژ و تشکیلات سراسری کارگران و کارکنان دولت، همچنان در حال فعالیت هستند.
بالاترین نهاد صاحب اختیار در تشکیلات سراسری کارگران نروژ، مجمع عمومی است که معمولاً هر چهار سال یک بار جلسه تشکیل می‌دهد. آخرین نشست مجمع عمومی، در طول روزهای هشتم تا دوازدهم ماه مه سال ۲۰۱۷م، برگزار شد. در فاصله برگزاری ۲ مجمع عمومی، هیئت نمایندگان، حداقل یکبار در سال تشکیل جلسه می‌دهد. مسئولیت اداره روزانهٔ تشکیلات، با یک هیئت ۶ نفره، از مدیران منتخب و نشست‌های هفتگی هیئت ۱۵ نفری دبیران است.
تشکیلات سراسری، دارای دوایر اختصاصی، مربوط به امور اقتصادی و حقوقی، زندگی شغلی، مذاکرات، فعالیت‌های اطلاعاتی، فعالیت‌های بین‌المللی و غیره است. تشکیلات سراسری کارگران نروژ، در هر یک از استان‌های نروژ، به غیر از اسلو و آکرهوس، دارای یک دفتر اداری مربوط به آن منطقه جغرافیایی است.
 همچنین تشکیلات سراسری، از طریق دفتر خود در بروکسل و همکاری با اتحادیه‌های کارگری در بسیاری از کشورهای جهان، در تبادل اطلاعات و دیگر امور بین‌المللی نیز فعال است. تشکیلات سراسری کارگران نروژ، عضو کنفدراسیون اتحادیه‌های کارگری بین‌المللی (ITUC)، کنفدراسیون اتحادیه‌های کارگری اروپا، کنفدراسیون اتحادیه‌های کارگری شمال اروپا و سازمان بین‌المللی کار است.
طبق رسم معمول و سنت، تشکیلات سراسری کارگران نروژ، همکاری نزدیکی با حزب کارگر نروژ دارد و در مبارزات انتخاباتی از این حزب حمایت می‌کند. اما این همکاری و حمایت تنها به حزب کارگر نروژ محدود نیست. در سالهای اخیر از جمله حزب سوسیالیست چپ (نروژ)، سنتر پارتی؛ و حزب سرخ (نروژ) نیز در مواردی از حمایت تشکیلات سراسری کارگران نروژ؛ یا یکی از اتحادیه‌های این تشکیلات برخوردار شده‌اند.
تشکیلات سراسری ترجیحاً همراه با یکی از اتحادیه‌های عضو، طرف تعداد زیادی
توافق جمعی با تشکیلات کارفرمایان در بخش خصوصی، شهرداری و دولتی است. قراداد اصلی، بین تشکیلات سراسری کارگران؛ و تشکیلات سراسری کارفرمایان(NHO) به عنوان «قانون اساسی کار و کسب» در نروژ، معروف شده‌است.
در بخش شهرداری، تشکیلات سراسری، بی آنکه مستقیماً طرف قرارداد باشد، بیشترین نقش را در مذاکرات بازی می‌کند، اما در عمل، طرف قرارداد، تنها یکی از اتحادیه‌های کارگری عضو تشکیلات است. در حالی که در بخش دولتی، علاوه بر پیشبرد مذاکرات، تشکیلات سراسری کارگران و کارکنان دولت، خود طرف قرارداد با دولت است.